# Comissió Dawes
La Comissió Dawes fou una comissió estatunidenca que va rebre el nom del seu primer president, Henry L. Dawes, fou autoritzada a un projecte de llei pilot de l'Oficina Índia el 3 de març de 1893. El propòsit era convèncer les Cinc Tribus Civilitzades d'arribar a un acord per cedir el títol de terres índies i adoptar la política de dividir les terres tribals en assignacions individuals que establien per a altres tribus per la Llei Dawes de 1887. El novembre de 1893, el president Grover Cleveland nomenà Dawes com a president, i Meridith H. Kidd i Archibald S. McKennon com a membres.
Durant aquest procés, les nacions índies van ser despullats de les seves terres comunals nacionals, que es van dividir en lots individuals i assignades als membres individuals de la nació. La Comissió Dawes requeria que els individus reclamessin la pertinença a una sola tribu, encara que molts tenien més d'una línia d'ascendència. La inscripció en el registre nacional conegut com el Registre de Dawes ha arribat a ser crític en els casos de reclamacions de ciutadania i de terra índia. Moltes persones no s'inscriviren en aquests registres perquè tenien por de la persecució del govern si la seva ètnia era introduïda formalment al sistema. Sovint tenien ascendència mixta de diverses tribus. Segons els regles de la Comissió Dawes una persona que tingués una quarta part de cherokee i una quarta part de creek havia d'escollir una nació i registrar-se simplement com a 1/4 cherokee, per exemple.
Encara que moltes tribus índies no van considerar l'ascendència estricta de "sang" com a única manera de determinar si una persona era membre d'una tribu, la Comissió Dawes ho va fer. Molts lliberts (esclaus dels indis que van ser alliberats després de la Guerra Civil), es van mantenir fora dels registres com els membres de les tribus, tot i que van ser emancipats després de la guerra i, d'acord amb els tractats de pau amb els Estats Units, se'ls havia de permetre ser membres de ple dret de les tribus que els havien capturat. Fins i tot si els lliberts eren d'ascendència mestissa, ja que moltes ho eren, la Comissió Dawes els va inscriure en registres separats de lliberts en lloc de deixar que s'identifiquessin a si mateixos com a membres.
Molts lliberts creek encara estan lluitant avui la batalla contra la Nació Creek en el seu intent de participar en els beneficis actuals de la ciutadania. La tribu ha definit com a membres només aquells que són descendents d'un amerindi creek que aparegui al registre Dawes. Una controvèrsia similar ha embolicat lliberts Cherokee i la Nació Cherokee. La nació cherokee va votar en un referèndum (del qual van ser exclosos els lliberts) per excloure tots els lliberts, excepte aquells que puguin demostrar la descendència d'un cherokee al Registre Dawes.
El resultat de la Comissió Dawes va ser que les cinc nacions índies van perdre la majoria de la seva terra base nacional, ja que el govern va declarar com a "excedent" qualsevol resta després de l'adjudicació a les cases individuals. Els Estats Units van vendre l'excedent de terres als colons europeu-americans. A més, en les pròximes dècades, els colons van comprar terres de les llars indígenes individuals, reduint així la terra en mans de membres de les tribus. Els indis van rebre diners de la venda total de les terres, però va perdre la major part del seu antic territori. Com les tribus van començar a restablir l'autonomia després de 1934, i especialment des de la dècada de 1970, han tractat de posar fi a la venda de les terres tribals.
El treball referencial d'Angie Debo And Still the Waters Run: The Betrayal of the Five Civilized Tribes (1940), detalla com la política de parcel·lament de la Comissió Dawes i la Llei Curtis de 1898 fou manipulada sistemàticament per privar als amerindis de llurs terres i recursos. En paraules de la historiadora Ellen Fitzpatrick, el llibre de Debo "avança una anàlisi d'aixafament de la corrupció, la depravació moral, i l'activitat delictiva que subjeu en l'administració blanca i l'execució de la política de parcel·lació."